# KTNニュース最終版
『KTNニュース最終版』（ケイティーエヌ ニュースさいしゅうばん）は、テレビ長崎（KTN）で深夜に放送されている長崎県向けのローカルニュース番組。長崎県内の地上波で放送されているニュース番組では最も遅い時間帯に放送されている。一時期放送を打ち切っていたが、2012年4月の改編を機に5分番組として再開したが、2017年9月をもって放送終了し現在は24:25 - 24:30に天気予報が放送されている。

## 放送時間

### 2019年4月期から番組終了まで
- 月曜日 - 金曜日 『FNN Live News α』の終了後に放送。そのため、『ユアタイム』→『THE NEWSα』→『FNNプライムニュース α』→『FNN Live News α』としては2017年4月3日開始のローカル差し替え、『ニュースJAPAN』→『あしたのニュース』→『ユアタイム』としては2017年3月31日からのローカル差し替えは行われない。

### 2016年4月時点[いつ?]
- 月曜日 - 木曜日 24:25 - 24:35、金曜日 24:55 - 25:05 （JST）

### 過去（2015年1月期まで）
- 月曜日 - 木曜日 24:35 - 24:45、金曜日 25:05 - 25:15 （JST）

## 担当アナウンサー
基本的には「ニュース班（報道部）」所属のアナウンサー（全員記者・ニュースデスクを兼務）が持ち回り出演するが、取材や出張などの関係で人員不足となる場合など、まれに「制作部（ヨジマル!班）」のアナウンサーも出演する場合もある。ただし、夕方のワイド番組の司会担当者（『KTN みんなのニュース』担当の磯部翔、本田舞と『ヨジマル!』担当の吉井誠、小田久美子、中村愛、榎由里絵の6人）はこれらの番組出演の関係で、原則として平日のみに出演する。

## 内容・タイムテーブル

### 月曜日 - 木曜日
- 24:35:00 カウキャッチャー
- 24:36:00 オープニング・番組ロゴ出し
- 24:36:10 挨拶・長崎県内のニュース
- 24:41:55 CM
- 24:42:55 番組ロゴ出し・エンディング
- 24:43:00 長崎県内の天気予報
- 24:44:00 ステーションブレイク

### 金曜日
- 25:05:00 カウキャッチャー
- 25:06:00 オープニング・番組ロゴ出し
- 25:06:10 挨拶・長崎県内のニュース
- 25:11:55 CM
- 25:12:55 番組ロゴ出し・エンディング
- 25:13:00 長崎県内の天気予報
- 25:14:00 ステーションブレイク

## 補足
タイトルは似ているが、テレビ長崎のキー局・フジテレビでかつて放送されていた『FNNニュース最終版』とは無関係。